# Clogmia albipunctata
Clogmia albipunctata, gemeinsam mit einigen verwandten Arten als „Abortfliege“ bezeichnet, ist eine Insektenart aus der Familie der Schmetterlingsmücken (Psychodidae). Die Larven der kosmopolitischen Mückenart leben von zersetzender organischer Substanz in, meist belasteten, Gewässern aller Art. In Mitteleuropa tritt sie synanthrop in Häusern innerhalb der Abwasserrohre auf, wo die Larven den Biofilm, der sich an der Innenseite der Rohrwandung ausbildet, abweiden. Die Art gilt im Haushalt als meist unschädlicher Lästling, kann aber in Krankenhäusern durch Verschleppung von Krankheitskeimen hygienische Probleme verursachen. Die Art war früher auf die Tropen und Subtropen beschränkt, sie dehnt ihr Areal seit wenigen Jahren nach Norden hin aus.

## Beschreibung

### Imago
Clogmia albipunctata erreicht eine Körperlänge von 4 bis 5 Millimetern und eine Flügelspannweite von 6 Millimetern. Sie ist damit ein kleines Insekt, gehört aber innerhalb der Familie schon zu den großen Arten. Rumpfabschnitt und Hinterleib sind graubraun gefärbt. Die Flügel sind durch recht dichte Schuppenbehaarung bräunlich getönt, mit zwei dunklen (oder schwarz-weißen) Punkten nahe der Flügelbasis und einer Reihe von acht bis neun kleinen weißen Flecken entlang des Flügelrands, an den Enden der Längsadern. Zusätzlich befindet sich eine v-förmige weiße Fleckenzeichnung etwa in der Flügelmitte.
Die Art besitzt die typische Körpergestalt der Schmetterlingsmücken: Eine kompakt gebaute, kurzbeinige Mücke, dicht behaart mit leicht abbrechenden, abstehenden Schuppenhaaren und dadurch an einen kleinen Schmetterling („Motte“) erinnernd. Die Art ist ein eher unbeholfener, schlechter Flieger. In Ruhestellung werden die Flügel entweder flach ausgebreitet oder dachförmig über den Hinterleib gelegt. Die langen, fadenförmigen Antennen sind auf jedem Segment mit einem langen Haarquirl auffallend behaart. Die nierenförmigen Komplexaugen sind auf dem Scheitel durch ein brückenförmiges Band aus vier Reihen von Ommatidien miteinander verbunden, Ocellen fehlen. Die Augen sind an Dunkelheit adaptiert und sehr lichtstark, ermöglichen aber nur geringe räumliche Auflösung. Die langen Flügel sind lanzettlich-oval und zugespitzt. Die Flügeladerung ist geprägt durch zehn parallele Längsadern bis zum Flügelrand, Queradern sind unauffällig und auf den Basalteil der Flügel beschränkt. In Mitteleuropa ist die Art in ihrem Lebensraum anhand der Größe, Färbung und Zeichnung kenntlich und anhand von Fotos zuzuordnen. Zur sicheren Bestimmung sind aber mikroskopische Merkmale heranzuziehen: Die Palpen sind lang (halb so lang wie die Antennen) und viersegmentig. Die Antenne ist eingeschnürt, indem die Antennenglieder jeweils zur Spitze hin ein schmales, unbehaartes Endstück aufweisen. Sie weisen bei den Männchen jeweils ein Paar Ascoide genannte Sinneszapfen auf, die jeweils aus zwei gleich langen parallelen Armen bestehen (U-förmig bis V-förmig), bei den Weibchen sind diese einfach fingerförmig. Neben der Verzweigung des Flügelgeäders (unter anderem: Die Ader R5 endet in der Flügelspitze, Queradern r-r und r-m ausgebildet und deutlich, außerdem die Lage der Gabelungen der Radial- und Medianadern) ist auch die Form der männlichen Genitalanhänge und die Form der Subgenitalplatte der Weibchen spezifisch.

### Larve
Die Larven von Clogmia albipunctata besitzen die typische Gestalt einer Schmetterlingsmücken-Larve. Die Larve ist langgestreckt, überwiegend weiß gefärbt, mit einer dunkleren, kleinen Kopfkapsel am Vorder- und einer kurzen, sklerotisierten Atemröhre (Siphon) am Hinterende. Scheinfüßchen sind nicht ausgebildet. Der Körper ist segmentiert (drei Rumpf- und sieben freie Abdominalsegmente) und zusätzlich in feine Ringel (Annuli) gegliedert, wodurch eine höhere Segmentzahl vorgetäuscht wird. Jeder Ringel trägt auf der Oberseite eine beborstete, dunkel gefärbte, quere, sklerotisierte Platte (Tergit). Abseits davon ist der Körper bedeckt von sehr kurzen, spitzen Dörnchen. Die Stigmen des Atemsystems sind amphipneustisch, das heißt, es gibt ein offenes Stigma vorn auf dem ersten Rumpfsegment und ein zweites, schlitzförmiges am Hinterleibsende. Die vorderen Stigmen sind vermutlich rudimentär und funktionslos. Die hinteren Stigmen sind von einem wasserabweisenden Haarkranz umgeben, durch sie atmen die wasserlebenden Larven Luft. Die Larve ist von verwandten Arten nur von Spezialisten, vor allem anhand der Beborstung (Chaetotaxie) unterscheidbar. Typisch für die Art ist außerdem: das Mundfeld (Hypostom), das die versenkten Mundwerkzeuge verdeckt, trägt bei ihr am Vorderrand drei scharfe Zähne.

## Verbreitung
Die Art ist nahezu weltweit verbreitet, wobei man annimmt, dass diese Verbreitung auf Verschleppung durch den Menschen zurückgeht. Ihre eigentliche Heimat ist unbekannt. Lange Zeit galt der 42. Breitengrad als Nordgrenze der Verbreitung, sie war in Europa damit nur im Mittelmeergebiet verbreitet. Seit einiger Zeit häufen sich aber Nachweise nördlich davon, auch in Mitteleuropa, wo die Art fast nur synanthrop, in geheizten Gebäuden oder anderen wärmebegünstigten Habitaten im engen Anschluss an den Menschen, auftritt. Der erste Nachweis in einer Abwasseranlage in Berlin stammt schon aus dem Jahr 1993. Häufiger wird die Art aber erst in den 2000er Jahren, so 2007 in Brüssel, Belgien, 2008 in Amsterdam, Niederlande, ab 2010 in Tschechien und der Slowakei.

## Biologie und Lebensweise
In wärmeren Klimaten der Tropen und Subtropen kommt die Art im Freiland, wie viele verwandte Arten zum Beispiel in wassergefüllten Höhlungen in Baumstämmen (Phytotelmen) vor. Typisch sind Kleingewässer oder durchfeuchtete, weiche Substrate, in denen die Larve zur Ernährung mit ihren Mandibeln den organischen, vor allem aus Bakterien bestehenden Biofilm von Oberflächen abkratzt. Da die Larve luftatmend ist, ist sie auf flaches, meist organisch stark verschmutztes Wasser angewiesen. In den warmen, nährstoffreichen Gewässern ist die Entwicklung sehr rasch, vom Ei zum Adulttier in ungefähr 17 Tagen. Die fliegenden Imagines leben etwa 10 Tage lang.
Von dort ist sie in wassergefüllte Kleinlebensräume in menschengemachten Lebensräumen übergegangen und, als synanthrope Art, fast weltweit in entsprechende Habitate verschleppt worden. In Mitteleuropa ist die Art charakteristisch für Abwasserrohre der Kanalisation innerhalb von Gebäuden, in denen die Larven dauerhaft leben. Mücken können von dort aus in bewohnt Räume vordringen und dort, wenn sie häufiger werden, recht lästig werden. Meist leben die Mücken dauerhaft in den Abwasserrohren und verlassen diese nicht. Seit 2012 sind in Tschechien auch erste Nachweise in Baumhöhlen im Freiland nachgewiesen. Es erscheint aber unwahrscheinlich, dass sie dort dauerhaft leben und überwintern können. Den synanthropen Lebensraum teilt sich die Art in Mitteleuropa mit anderen, schon länger präsenten Arten der Schmetterlingsmücken wie Tinearia alternata und Psychoda-Arten.
In Mitteleuropa tritt die Art in den neu erschlossenen Lebensräumen typischerweise von Anfang an in recht hoher Anzahl auf. Sie kann in geeigneten Habitaten so andere Schmetterlingsmücken-Arten verdrängen. Die Gefahr in Mitteleuropa wird aber als gering eingeschätzt, da sie hier im Freiland wohl nicht winterhart ist.

## Bedeutung für den Menschen
Die Art ist in Haushalten inzwischen weit verbreitet, richtet dort aber keinen Schaden an. Insbesondere in Krankenhäusern kann sie aber gravierende hygienische Probleme verursachen, indem sie Keime aus der Kanalisation auf Patienten verschleppt. Sie tritt in Deutschland inzwischen verbreitet in Krankenhäusern, etwa in Duschen und seltener benutzten WCs, auf. Gefürchtet ist die Art etwa als Vektor des multiresistenten Krankenhauskeims Acinetobacter baumannii, der auch Biofilme in Abwasserrohren ausbilden kann.

## Taxonomie und Systematik
Die Art wurde 1893 durch Samuel Wendell Williston, als Psychoda albipunctata, erstbeschrieben. Die Gattung Clogmia umfasst nach traditioneller Auffassung etwa 30 Arten in allen Erdteilen außer der Antarktis. Nach engerer Auffassung verbleiben aber nur noch drei Arten in der Gattung, neben Clogmia albipunctata noch Clogmia bulbula (Quate, 1965) von den Philippinen und Clogmia bidentata Ježek, 2004 von Madagaskar. Clogmia albipunctata ist die Typusart der Gattung Clogmia, Enderlein 1937. Die Gattung wurde lange Zeit als synonym zur Gattung Telmatoscopus aufgefasst, so dass die Art in älterer Literatur unter dem Namen Telmatoscopus albipunctatus aufgeführt ist.